# Philippe Houvion
Philippe Houvion (* 5. Oktober 1957 in Briey) ist ein ehemaliger französischer Stabhochspringer.
1978 wurde er Achter bei den Halleneuropameisterschaften in Mailand und Sechster bei den Europameisterschaften in Prag. Im Jahr darauf folgte einem siebten Platz bei den Halleneuropameisterschaften in Wien, Silber bei der Universiade und Gold bei den Mittelmeerspielen.
Bei den Olympischen Spielen 1980 in Moskau kam er auf den vierten Rang.
1981 wurde er bei den Halleneuropameisterschaften in Grenoble Sechster, 1984 bei den Halleneuropameisterschaften in Göteborg Achter und 1986 bei den Halleneuropameisterschaften in Madrid Sechster.
1978 und 1979 wurde er französischer Meister.
Philippe Houvion ist der Sohn von Maurice Houvion.

## Persönliche Bestleistungen
- Stabhochsprung: 5,77 m, 17. Juli 1980, Paris (ehemaliger Weltrekord)
  - Halle: 5,65 m, 18. Januar 1981, Lyon